# Bouvaincourt-sur-Bresle
Bouvaincourt-sur-Bresle is een gemeente in het Franse departement Somme (regio Hauts-de-France) en telt 694 inwoners (1999). De plaats maakt deel uit van het arrondissement Abbeville.

## Geografie
De oppervlakte van Bouvaincourt-sur-Bresle bedraagt 6,8 km², de bevolkingsdichtheid is 102,1 inwoners per km².
De onderstaande kaart toont de ligging van Bouvaincourt-sur-Bresle met de belangrijkste infrastructuur en aangrenzende gemeenten.

## Demografie
Onderstaande figuur toont het verloop van het inwonertal (bron: INSEE-tellingen).